# 闍耶因陀羅跋摩五世
闍耶因陀羅跋摩五世（？—1192年，梵文名，Jaya Indravarman V），占婆（占城）12世紀国王。
原名罗苏婆底，1190年，真腊国王阇耶跋摩七世俘占城王阇耶因陀罗跋摩四世，以自己的妹夫真腊王族蘇利耶闍耶跋摩为佛逝王。次年，罗苏婆底将蘇利耶闍耶跋摩驱赶回真腊，自立为佛逝王（闍耶因陀羅跋摩五世）。阇耶跋摩七世送阇耶因陀罗跋摩四世回国。1192年，宾童龙王蘇利耶跋摩领兵取佛逝城，击灭了阇耶因陀罗跋摩五世。